# Jesper Holmris
Jesper Holmris Hansen er en dansk håndboldtræner, der siden sommeren 2019 har været cheftræner for Ringkøbing Håndbold i Damehåndboldligaen. Holmris trænede også Storbritanniens kvindehåndboldlandshold under Sommer-OL 2012 i London.
Han har også tidligere været træner for SK Aarhus, Schweiz og senest Kinas kvindelandshold. 
Det var også meningen at han skulle være træner for EH Aalborg i 2017, men afslog da han fik  tilbuddet som kinesisk landstræner.